# 쁘리띠 바라미아난
쁘리띠 바라미아난(태국어: ปรีติ บารมีอนันต์, 1982년 10월 20일 ~ )은 태국의 싱어송라이터이자 배우로, 클래시의 리드 싱어이다.